# Schule von Lingnan

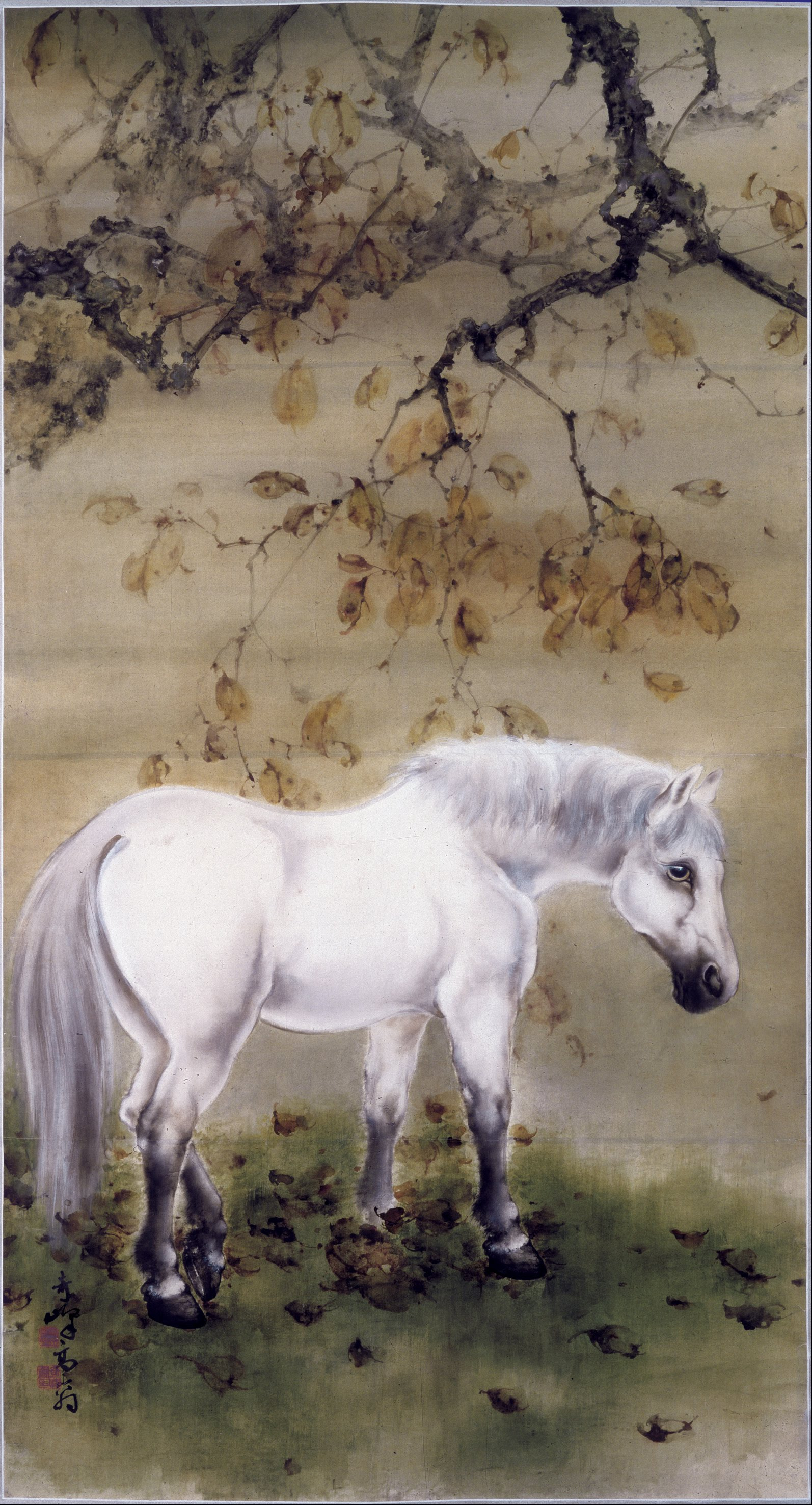
Gao Qifeng – Weißes Pferd – Google Art Project

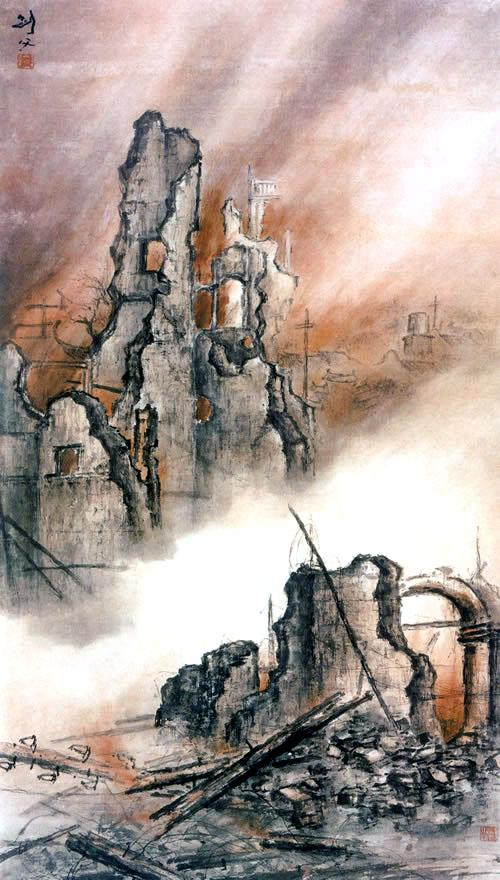
Gao Jianfu – Feuer auf dem östlichen Schlachtfeld

Die Schule von Lingnan (chinesisch 嶺南畫派 / 岭南画派, Pinyin Lǐngnán Huàpai) ist eine südchinesische Richtung der chinesischen Malerei. Sie hat sich im 19. Jh. herausgebildet in einem geographischen Bereich Chinas, der als Lingnan bezeichnet wird, in dem auch die Lingnan-Kultur angesiedelt ist. Die Lingnan-Schule umfasst jedoch nicht generell Malerei der Provinzen Guangdong und Guangxi, die Provinzen, welche sich südlich der Fünf Gebirgszüge befinden. Der Begriff ist beschränkt auf eine Malschule des 20. Jh., welche aufgrund der Arbeit von Gao Jianfu (1879–1951), Gao Qifeng (1889–1933) und Chen Shuren (1883–1948) entstanden ist. Exponate befinden sich u. a. im Guangzhou Museum of Art.

## Historische Einordnung und Stilmerkmale
Der heute in Kanada lebende Maler James Tan beschreibt die Lingnan-Malschule folgendermaßen: „Am Ende des 19. Jh. versuchten einige revolutionär gesinnte junge Chinesen einen neuen 'Nationalen Malstil' zu entwickeln, welcher die absehbaren kulturellen und politischen Veränderungen widerspiegeln sollte. Aus anderen Kulturen brachten sie innovative Ideen und Sujets. Dazu Techniken wie eine feste Perspektive, Schatteneffekte, und kräftige, unkonventionelle Farben. Dann fügten sie ihre eigene kreative Energie, Reichtum und Tiefe zur traditionellen chinesischen Malerei hinzu und erschufen so die Lingnan Schule der chinesischen Pinselmalerei.“ Tang sieht sich selbst in der Nachfolge der Lingnan-Schule.

### Mitbegründer Gao Jianfu
Überlegungen Gao Jianfus (1879–1951, 高劍夫,  Gāo Jiànfù) zu seiner Malerei: „Ich glaube, wir sollten nicht nur Bestandteile der Westlichen Malerei übernehmen. Wenn es gute Vorstellungen in der Indischen, der Ägyptischen, der Persischen Malerei gibt, oder große Werke in anderen Ländern, so sollten wir auch diese als“Nahrung„für die Chinesische Malerei aufnehmen.“ Während seiner Zeit in Japan befasste sich Gao Jainfu vorwiegend mit dem japanischen Malstil „nihonga“ (Japanische Malerei). In den 1920ern widmete er sich einem von der Westlichen Kunst abgeleiteten Realismus.
Auf Gemälden von Flugzeugen in einer Ausstellung in Guangzhou (1927 noch „Canton“ bzw. „Kanton“) bekennt sich Gao Jianfu mit dem Slogan „Aviation to Save the Country“ zu den politischen Aktivitäten von Sun Yat-sen. Während des Zweiten Weltkriegs malte er in Macao das Bild „Skulls Crying over the Nation’s Fate“ (Totenschädel weinen über das Schicksal der Nation). Exponate befinden sich im Guangzhou Museum of Art.

### Mitbegründer Gao Qifeng
Gao Qifeng (1889–1933, 高奇峰,  Gāo Qífēng) war der jüngere Bruder von Gao Jianfu. Er erlernte die Malerei von seinem Bruder und ging wie dieser nach Japan. Dort studierte er ebenfalls den nihonga-Stil. Er malte vorwiegend Tierbilder und übernahm nicht die politisch orientierte Malerei seines Bruders. Exponate befinden sich im Guangzhou Museum of Art.

### Mitbegründer Chen Shuren
Chen Shuren (1883–1948, 陳樹人,  Chén shùrén) beschränkte sich in seinen Arbeiten auf eher dekorative Gemälde von Symbolpflanzen der chinesischen Malerei in Verbindung mit Vögeln und Landschaften mit Tieren. Er hat in Japan bei drei Meistern studiert und der Einfluss der japanischen Malerei ist bei ihm stärker zu sehen, als bei den beiden Brüdern Gao.